# École moravienne

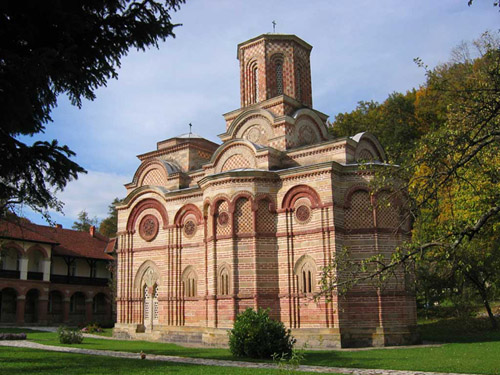
Le monastère de Kalenić, vers 1407

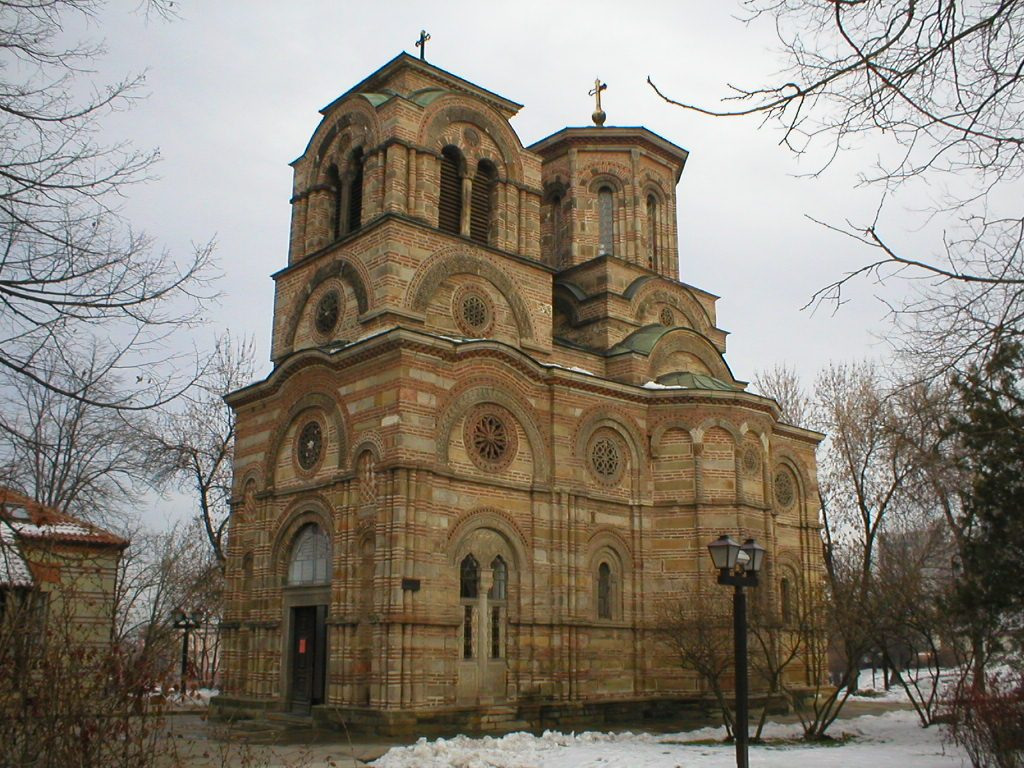
L'église du prince Lazar à Kruševac

L'école moravienne ou école de la Morava (en serbe : Моравски стил et Moravski stil) est une école d'architecture qui a fleuri en Serbie entre 1370 et 1459. L'architecture moravienne est la dernière expression de l'art byzantin avant l'arrivée des Ottomans dans les Balkans. D'une façon plus générale, l'expression d'école moravienne désigne un style serbo-byzantin qui se manifeste non seulement en architecture, mais aussi en peinture et en littérature, notamment sous les règnes des souverains serbes Lazar Hrebeljanović (1370-1389), Stefan Lazarević (1402-1427) et Đurađ Branković (1427-1456).

## Architecture
Sur le plan architectural, l'école de la Morava a créé un style qui emprunte en partie son vocabulaire architectural aux formes et aux constructions de l'architecture byzantine. Ses caractéristiques essentielles sont le plan tréflé, avec une abside rayonnante, une nef unique à voûte en berceau et un narthex occidental, de nombreux ormements plastiques notamment en façade et la polychromie.

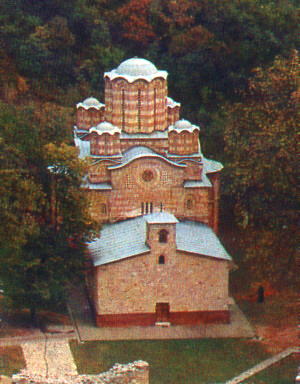
Le monastère de Ravanica
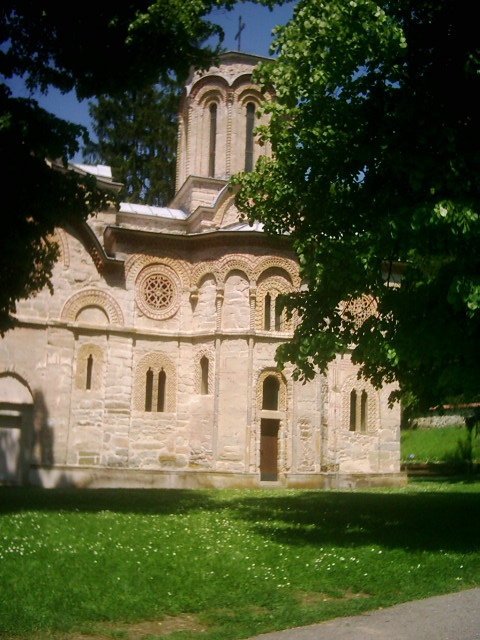
Le monastère de Ljubostinja
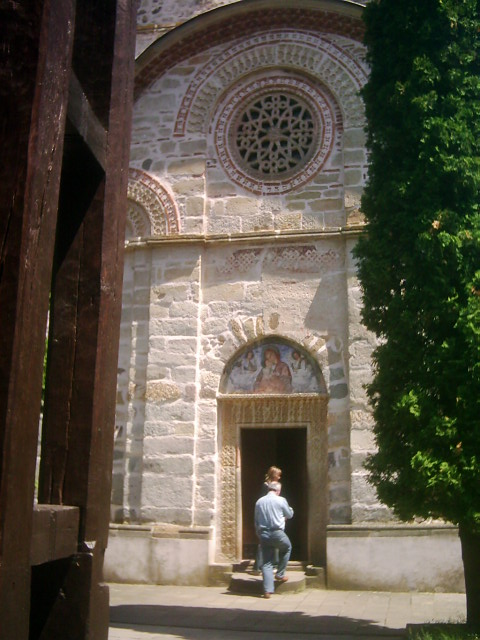
L'entrée principale du monastère de Ljubostinja
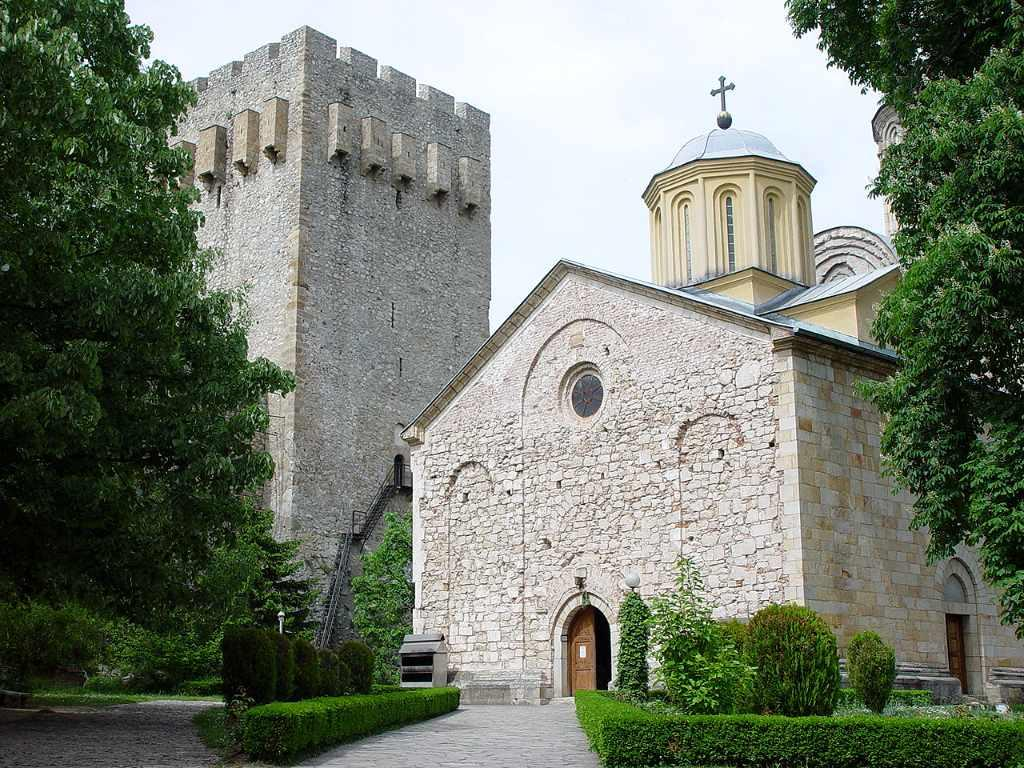
Le narthex de l'église du monastère de Manasija près de Despotovac
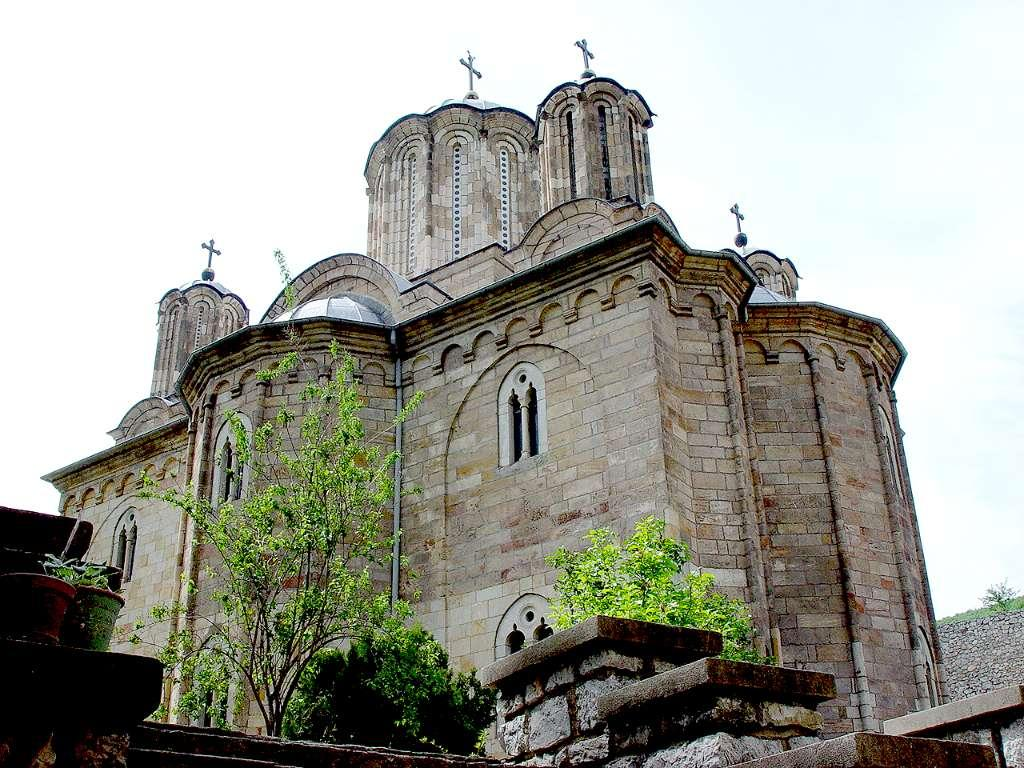
L'église du monastère de Manasija
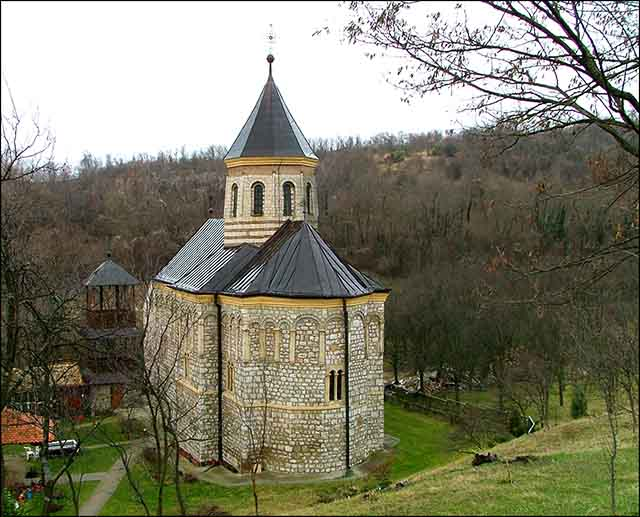
Le monastère de Mala Remeta dans le massif de la Fruška gora